# Fazenda Grande do Retiro
Fazenda Grande do Retiro é um bairro brasileiro localizado na cidade de Salvador, na Bahia. fica localizado no "miolo" central da cidade de Salvador. Hoje o bairro fica situado na área vigente da Prefeitura-Bairro (PB) VII liberdade/São Caetano.

## História
Este bairro, localizado na zona Norte de Salvador, é um morro cortado por uma rua de aproximadamente 3 quilômetros que recebeu o nome do intelectual Alexandre José Mello Morais Filho, paralelo a BR-324 e é vizinho aos bairros do Alto do Peru, Bom Juá e São Caetano, recebeu esse nome porque realmente era uma fazenda, que pertencia ao Sr. Justino. Na década de 1940, este senhor decidiu arrendar a sua propriedade e vender pequenos lotes para pessoas que queriam morar na região.[carece de fontes?]
Neste bairro encontra-se a Empresa Gráfica da Bahia (EGBA), onde é impresso o Diário Oficial da Bahia. O bairro Fazenda Grande ganhou esse nome por ser uma grande fazenda. Outros proprietários possuíam fazendas na localidade que veio a ser bairro da Fazenda Grande, a exemplo do Sr. Gama, Sr.Genésio Gomes da Silva, e de Antonio Machado da Silva, que trabalhava no matadouro do Retiro e que já em 1901 adquiriu uma grande quantidade de terras que iniciava na Melo Morais Filho e terminava na Avenida San Martin.[carece de fontes?]
Segundo o o Censo de 2010, era o bairro de Salvador com o maior número de habitantes morando em favelas e tinha a quarta maior favela da Bahia.

## Alto do Peru
Alto do Peru é um subdistrito do bairro de Fazenda Grande do Retiro. Fica localizado entre a Fazenda Grande e o Largo do Tanque, tendo como rua principal a Rua do Oriente.
No Alto do Peru está localizado um dos postos da Empresa Baiana de Águas e Saneamento (Embasa) junto com uma caixa d'água da mesma e também o Centro Social Urbano Dom Lucas Moreira Neves, onde são ministrados vários cursos para os moradores adjacentes.[carece de fontes?]
Segundo a história, foi no Alto do Peru que os portugueses subiam para vigiar o mar quando os holandeses invadiram Salvador, por ser um local alto e próximo do mar. A visão da parte mais alta do bairro permitia aos portugueses que iniciaram moradia na região, a visão ampla de toda a península itapagipana. Na época existiam fazendas de café e cana de açúcar e o trabalho era escravo com os escravos vindos da África e os imigrantes italianos, holandeses, franceses que trabalhavam em sistema de parceria.[carece de fontes?]
Com o passar dos anos, o bairro foi subdividindo-se tomando ares urbanos. Para ter acesso ao bairro era preciso atravessar o largo do tanque de canoa, pois toda a região era um dique que desembocava na praia da calçada, mares e Roma. Outro meio de transporte da época era o bonde por volta de 1905, porém só chegava até a calçada o demais percurso seguia-se de canoa ou barco.[carece de fontes?]
Por volta de 1920 os primeiros moradores do Alto do Peru Sr. Galdino Silva Melo, Sr Leonila Barros de Melo com ajuda de outros moradores construíram a igreja católica de Nossa Senhora de Guadalupe, foi construída de taipa e palha de coqueiro, mas tarde de frande, para a construção da igreja s idealizadores vendiam jornal local para arrecadar fundos pra a construção da igreja. Na rua principal, rua do oriente, ainda e possível encontrar alguns imóveis do tempo Brasil colônia, casas ainda com a arquitetura da época.[carece de fontes?]

## Demografia

### População
Segundo o Censo do Instituto Brasileiro de Geografia e Estatística (IBGE) de 2010 a Fazenda Grande do Retiro é o quinto bairro com a maior população de negros em Salvador, com 86,38% (46 478 habitantes). Sua população total em 2010 somando todas as etnias era de 53 806.

### Segurança
Em 2012 foi apontado pelo jornal Correio que o fraco policiamento na região do bairro estava ligado ao aumento da violência. O secretário Maurício Barbosa explicou o motivo de cada bairro receber tratamentos desiguais: "Uma coisa é você pensar segurança pública na teoria, outra é a prática. Nós não temos como fator de influência para a questão de lotação policial somente a questão populacional. Temos outras áreas de interesse. Quais são? Econômica, turística, bancária, comercial, e por aí vai (...) A Barra tem mais policial por habitante do que o Subúrbio. Mas deixe de ter um policial na Barra para ver quais são os efeitos negativos com relação à imagem da cidade, a imagem do Estado, a imagem de um setor que traz dividendos ao estado, que é o turismo. Tire um policial da Pituba, que tem uma extensa área na Manoel Dias da Silva, que é área bancária. Aconteceu um assalto a banco no meio da Pituba. Qual a repercussão disso aí? Não estamos lidando apenas com critérios objetivos. A gente tem que parar de levar a discussão para a questão matemática, temos que entender as nuances."
Foi listado como um dos bairros mais perigosos de Salvador, segundo dados do Instituto Brasileiro de Geografia e Estatística (IBGE) e da Secretaria de Segurança Pública (SSP) divulgados no mapa da violência de bairro em bairro pelo jornal Correio em 2012. Ficou entre os mais violentos em consequência da taxa de homicídios para cada cem mil habitantes por ano (com referência da ONU) ter alcançado o segundo nível mais negativo, com o indicativo de "61-90", sendo um dos piores bairros na lista.